# Johnsonita chlamydem
Johnsonita chlamydem is een vlinder uit de familie van de Lycaenidae. De wetenschappelijke naam van de soort werd als Thecla chlamydem in 1907 gepubliceerd door Hamilton Herbert Druce.